# Unciti
Unciti (baskisch Untzitibar) ist eine spanische Gemeinde (municipio) in der Comunidad Foral de Navarra. Sie gehört zur Comarca Pirinioaurrea und hat 233 Einwohner (Stand: 2024). Zur Gemeinde gehören neben dem Hauptort Unciti die Ortschaft Alzórriz, Artaiz, Cemboráin, Najurieta, Zabalceta und Zoroquiáin sowie die Wüstung Muguetajarra.

## Lage
Unciti liegt etwa 15 Kilometer ostsüdöstlich von Pamplona in einer Höhe von ca. 600 m. 

## Sehenswürdigkeiten
- Peterskirche in Unciti
- Martinskirche in Artaiz
- Michaeliskapelle

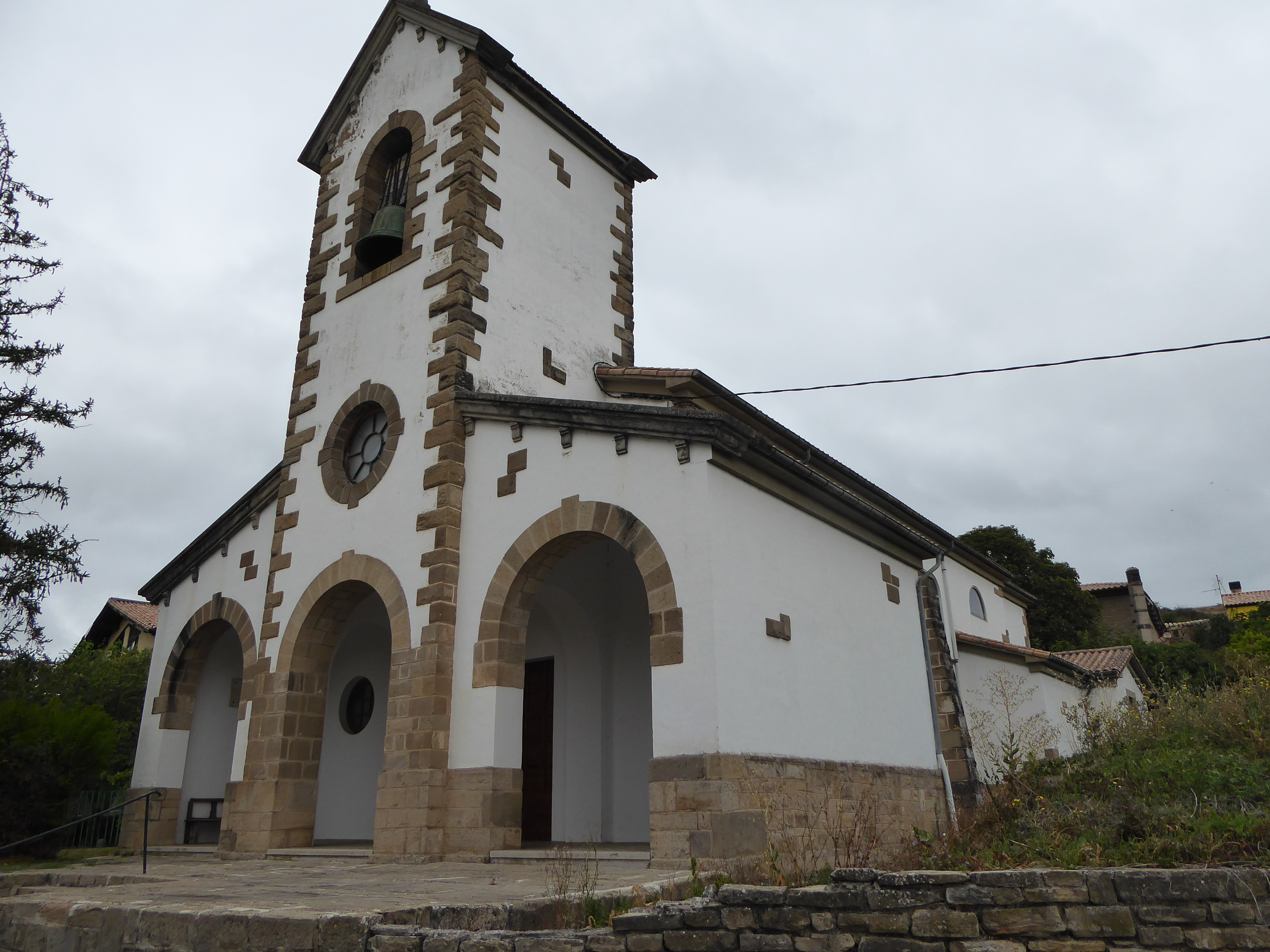
Peterskirche
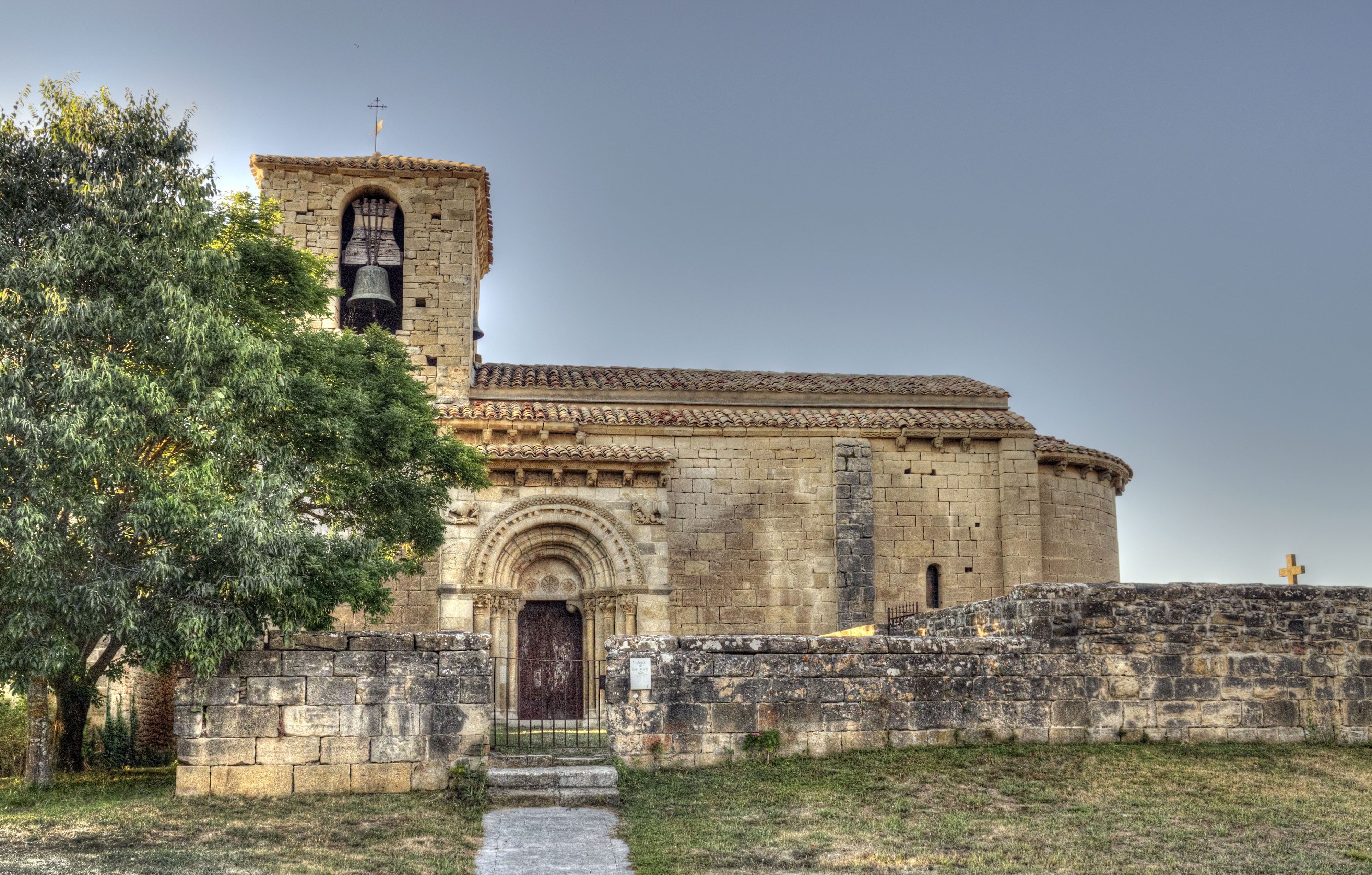
Martinskirche
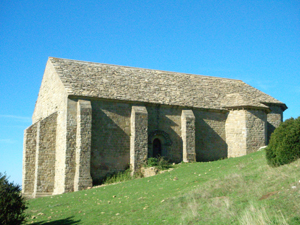
Michaeliskapelle